# Kylie Showgirl
A Kylie Showgirl az ausztrál énekesnő Kylie Minogue koncert DVD-je, amit 2005. május 6-án rögzítettek a londoni Earls Court Exhibition Centre-ben a Showgirl: The Greatest Hits Tour alatt. A DVD-t Európában az EMI adta ki 2005. november 25-én és egy teljes kétórás koncertet, színfalak mögötti riportot és néhány más felvételt tartalmaz. 2005-ben a Kylie Showgirl-t háromszoros platinává minősítette Ausztráliában az Ausztrál Hanglemezgyártók Szövetsége és az ország tizedik legkelendőbb zenei DVD-je lett. A következő évben négyszeres platinává minősítették.

## Számlista
1. „Overture”
2. „Better the Devil You Know”
3. „In Your Eyes”
4. „Giving You Up”
5. „On a Night Like This”
6. „Shocked”
7. „What Do I Have to Do”
8. „Spinning Around”
9. „In Denial”
10. „Je Ne Sais Pas Pourquoi”
11. „Confide in Me”
12. „Red Blooded Woman”/„Where the Wild Roses Grow”
13. „Slow”
14. „Please Stay”
15. „Over the Rainbow”
16. „Come into My World”
17. „Chocolate”
18. „I Believe in You”
19. „Dreams”
20. „Hand on Your Heart”
21. „The Loco-Motion”
22. „I Should Be So Lucky”
23. „Your Disco Needs You”
24. „Put Yourself in My Place”
25. „Can’t Get You Out of My Head”
26. „Especially for You”
27. „Love at First Sight”

## Slágerlista
| Slágerlista (2005) | Legjobb helyezés |
| ------------------ | ---------------- |
| Ausztrál DVD-lista | 1                |
| Brit DVD-lista     | 2                |
| Osztrák DVD-lista  | 6                |
| Német DVD-lista    | 7                |
| Kanadai DVD-lista  | 9                |
| Belga DVD-lista    | 10               |

## Minősítések és eladási adatok
| Ország                   | Helyezések         | Eladások |
| ------------------------ | ------------------ | -------- |
| Ausztrália (ARIA)        | 4×-es platinalemez | 60 000+  |
| Franciaország (SNEP)     | Aranylemez         | 10 000+  |
| Egyesült Királyság (BPI) | 2×-es platinalemez | 100 000+ |